# Músculo estiloglosso
O músculo estiloglosso é um músculo da língua, fixo na base da apófise estiloide do osso temporal, termina nos lados e na parte inferior da língua
Tem origem no processo Estiloide do osso temporal, sua Inserção Margem (Lateral,comprimento total da língua). Inervado pelo nervo Hipoglosso.

Função:  Impulsionar a língua para cima e para trás; eleva o lado da Língua.